# Kim Bub-min
Kim Bub-min, född 22 maj 1991 i Daejeon, Sydkorea, är en sydkoreansk bågskytt som tog OS-brons i lagtävlingen vid de olympiska bågskyttetävlingarna 2012 i London. 